# Karen Muradyan
Karen Muradyan (armenio: Կարեն Մուրադյան; Guiumri, 1 de noviembre de 1992) es un jugador profesional armenio de fútbol que juega como centrocampista en el club FC Ararat-Armenia de la Primera Liga de Armenia.

## Trayectoria
Karen Muradyan nació en Gyumri. Al año de edad, él y sus padres se trasladaron a Rusia. Karen empezó a ver el fútbol por televisión. Cada vez le gustaba más este deporte y a los 7 años quiso convertirse en futbolista. Dos años más tarde, fue a la primera escuela de fútbol de CYSS Mytischi. En el fútbol juvenil, cambió tres equipos, el último de los cuales fue el equipo SDYUSHOR Labor Reserves. Gracias a sus actuaciones en el equipo en 2008, Muradyan se incorporó a un equipo de Moscú y consiguió el segundo puesto en la Liga Nacional de Fútbol de Rusia.
Muradyan regresó a su Gyumri natal y se reunió con los responsables del club Shirak Gyumri. Después de eso, Muradyan invitó a jugar y más tarde le hicieron un contrato. Muradyan debutó el 24 de julio de 2011, en un partido contra el Mika Yerevan. Muradyan entró en el campo en el primer equipo y jugó hasta el minuto 60, cuando fue sustituido por Arman Margaryan, mientras el Gyumri perdía 4-1. Su debut en la Copa de Armenia se produjo en el sorteo de la siguiente temporada. El 20 de noviembre de 2011, el Shirak jugó en casa contra el Banants Yerevan, al que venció por la mínima (2-1). Muradyan salió desde el banquillo en el minuto 73 de partido, en sustitución de Grachev Mnatsakanyan. En el mismo sorteo, el Shirak llegó a la final, venciendo al Dilijan Impulse. 1-0. Muradyan jugó todo el partido y ganó las medallas del torneo de la Copa Armenia 2011-12.
En 2017, Muradyan se marchó al Gällivare Malmbergets de Suecia.
En diciembre de 2017, Muradyan abandonó el Alashkert. En septiembre de 2018, Muradyan fichó por el Shirak. El 5 de diciembre de 2019, Muradyan amplió su contrato con el Shirak un año más. 
El 26 de julio de 2020, Muradyan fichó por el Ararat Yerevan.  Un mes después, Muradyan regresó cedido al Shirak para ayudar al club en su partido de clasificación para la UEFA Europa League del 27 de agosto de 2021. 
El 1 de agosto de 2021, el Ararat Ereván anunció que Muradyan había abandonado el club al expirar su contrato, y Muradyan fichó por el Ararat-Armenia el 4 de agosto de 2021.

## Selección nacional
Muradyan debutó con la Selección nacional de Armenia el 5 de febrero de 2013, en un partido amistoso disputado en Valence, Francia, contra la Luxemburgo.

## Palmarés
Shirak Gyumri
- Copa de Armenia: 2011-12; subcampeón 2011